# Martin Singe
Martin Singe (* 8. März 1955 in Berlin) ist ein deutscher Diplom-Theologe, der als Publizist und Aktivist der Menschenrechts-, Bürgerrechts- und Friedensbewegung bekannt wurde. Bis heute ist er als Redakteur der Zeitschrift FriedensForum der deutschen Friedensbewegung tätig.

## Leben
Martin Singe absolvierte sein Abitur am Hölderlin Gymnasium in Köln und war in der Gymnasialzeit Mitglied in der Katholischen Studierenden Jugend. Er studierte katholische Theologie an der Rheinischen Friedrich-Wilhelms-Universität Bonn und der Eberhard Karls Universität Tübingen. Nach seinem Zivildienst war er als Referent bei der ökumenischen Stiftung Sozialer Friedensdienst in Speyer, an der Jugendakademie Walberberg und von 1993 bis 2018 beim Komitee für Grundrechte und Demokratie in Köln tätig.
In den 1980er Jahren war Singe als Vertreter der „Initiative Kirche von unten“ Mitglied im Koordinierungsausschuss der Friedensbewegung und prägte dort die Diskussionen um die Kampagnen des zivilen Ungehorsams angesichts der atomaren Aufrüstung. Zugleich war er Ende der 80er Jahre zusammen mit Gregor Witt und Christine Schweitzer Redakteur des Rundbriefes des Koordinierungsausschusses. Nach der Auflösung des Koordinierungsausschusses übernahm das Netzwerk Friedenskooperative in Bonn die Koordination. Das Netzwerk gibt regelmäßig die Zeitschrift FriedensForum heraus, bei der Martin Singe bis heute als verantwortlicher Redakteur mitarbeitet.
Im Rahmen der „Kampagne Ziviler Ungehorsam bis zur Abrüstung“ beteiligte er sich auch an den gewaltfreien Blockaden in Mutlangen und wurde – wie viele andere – wegen Nötigung nach dem § 240 StGB verurteilt. In seiner Verteidigungsrede vor dem Amtsgericht in Mutlangen 1985 wird seine pazifistische Grundhaltung der Gewaltfreiheit und seine ethische Positionierung im Hinblick auf die weltweite Ächtung aller Atomwaffen deutlich:
„Ich weise den Vorwurf der Nötigung zurück, 1. weil ich nicht aus verwerflichen Gründen (Motiven) gehandelt habe, 2. weil ich keinerlei Gewalt angewendet habe, 3. weil die in Mutlangen stationierten Atomwaffen gegen das Völkerrecht verstoßen und ich aus Gewissensgründen deutlich Protest dagegen erheben will.“
Diese Position prägt seine friedenspolitische Arbeit bis heute. So sind die Beteiligung an der Kampagne „Resist the War“ gegen den Irak-Krieg 2003 mit Sitzblockaden vor der US-Airbase Frankfurt am Main sowie die Beteiligung an gewaltfreien Blockadeaktionen vor dem Atomwaffenlager Büchel und bei den Demonstrationen gegen die NATO-Atomkriegsmanöver „Steadfast Noon“ zu erwähnen. Bis heute tritt er für die Forderung der Friedensbewegung ein, dass die Bundesrepublik Deutschland dem UN-Atomwaffenverbotsvertrag (AVV), der im Januar 2021 in Kraft getreten ist, beitreten sollte.
Neben der Arbeit in der Friedensbewegung setzt sich Martin Singe unter anderem für die Gewährleistung der Grundrechte für Straffällige sowie für eine menschenwürdige Asyl- und Migrationspolitik ein. Bedeutsam war die Aktion „Ziviler Ungehorsam für Asylrecht“ mit dem „Aufruf zur Entzäunung des Abschiebegefängnisses in Worms am Tag der Menschenrechte, Samstag 10. Dezember 1994: Für das Menschrecht auf Asyl“.
Martin Singe ist im Vorstand des „Fördervereins Frieden e.V.“ (Trägerverein des „Netzwerk Friedenskooperative“), Mitglied bei Pax Christi, beim Komitee für Grundrechte und Demokratie und bei der Deutschen Friedensgesellschaft – Vereinigte KriegsdienstgegnerInnen (DFG-VK) sowie Sprecher des Aktionsbündnisses „atomwaffenfrei.jetzt!“. Zudem engagiert er sich in der Initiative „Rheinmetall entrüsten!“ Er veröffentlicht regelmäßig friedenspolitische Artikel in der Zeitschrift FriedensForum.

## Ehrungen
- 2001 erhielt Martin Singe als einer der 28 Erstunterzeichner*innen den Fritz-Bauer-Preis für den Desertions-Aufruf an die Soldaten im Jugoslawien-Krieg im Jahr 1999.[9]
- 2013 nahmen Andreas Buro und Martin Singe stellvertretend für das Komitee für Grundrechte und Demokratie den Peter-Becker-Preis in Empfang.[10]

## Veröffentlichungen (Auswahl)
- Martin Singe (Hrsg.): Ziviler Ungehorsam für Asylrecht! – Für die Abschaffung der Abschiebehaft. Verteidigungsreden vor dem Bonner Amts- und Landgericht. Komitee für Grundrechte und Demokratie, Köln 1996, ISBN 3-88906-061-7.
- Roland Roth, Birgit Sauer, Martin Singe u. a.: Menschenrechte und Völkerrecht. Jahrbuch 2007, Komitee für Grundrechte und Demokratie (Hrsg.). Westfälisches Dampfboot, Münster 2007, ISBN 978-3-89691-654-9.
- Martin Singe (Hrsg.): Haftbedingungen in der Bundesrepublik Deutschland: Öffentliche Anhörung zu Gefängnispolitik und Knastalltag; Dokumentation der Tagung des Komitees für Grundrechte und Demokratie vom 19.–21. September 2008 in Bonn. Komitee für Grundrechte und Demokratie, Köln 2008, ISBN 978-3-88906-130-0.
- Andreas Buro, Martin Singe: 60 Jahre NATO, 60 Jahre Friedlosigkeit – weiter so? Komitee für Grundrechte und Demokratie, Köln 2009, ISBN 978-3-88906-128-7.
- Die neue Bundeswehr im Rahmen der NATO-Strategie. In: Internationale Erich-Fromm-Gesellschaft e.V. (Hrsg.): Gesellschaftskritik heute. (= Fromm Forum. 17/2013). Tübingen 2013, S. 50–57. (fromm-online.org)
- Rentenversicherung für Gefangene! Zur Petition des Komitees für Grundrechte und Demokratie zur Einbeziehung von Strafgefangenen in die gesetzliche Rentenversicherung. In: Karl Heinrich Schäfer, Helmut Bunde (Hrsg.): Ökonomische Faktoren in der Straffälligenhilfe: Wirtschaftlichkeit contra Resozialisierung? Lambertus, Freiburg 2014, ISBN 978-3-7841-2692-0, S. 63–76.
- Zur rechtlichen Legitimierung von Aktionen zivilen Ungehorsams. In: FriedensForum. 1/2021. (friedenskooperative.de)
- Erinnerungen an die Anfänge des FriedensForums – 1989/90: Jubiläum: 35 Jahre FriedensForum (1989–2024). In: FriedenForum. 3/2024. (friedenskooperative.de)
- Atomkriegsmanöver „Steadfast Noon“ stoppen. In: FriedensForum. 5/2024. (friedenskooperative.de)
- Für ein KDV-Recht ohne Einschränkungen streiten! Kriegsdienstverweigerung ist Menschenrecht. In: FriedensForum. 2/2025. (friedenskooperative.de)
- Bundesgerichtshof greift das Grundrecht auf KDV an. Recht auf Kriegsdienstverweigerung (KDV) im Ernstfall außer Kraft? Netzwerk Friedenskooerative, Bonn 2025. (friedenskooperative.de)